# North Island (African Banks)
North Island ist eine kleine Insel im Norden der African Banks, einem Sandbank-Gebiet, das geographisch zur Inselgruppe der Amiranten und politisch zur Republik Seychellen zählt. North Island liegt etwa 235 km südwestlich von Mahé, der Hauptinsel der Seychellen.
Das 275 m lange und 45 bis 90 m breite Eiland ragt nur wenige Meter über den Meeresspiegel hinaus, ist unbewohnt und hat eine Fläche von kaum 0,3 km². Am Nordende liegt der nicht mehr funktionsfähige Leuchtturm North Island Lighthouse.
North Island wird häufig von Wilderern aufgesucht, die die Gelege der brütenden Vögel plündern. Touristen kommen gelegentlich mit gecharterten Yachten. Die Insel ist fast ohne Baumbewuchs (1995 gab es eine Kokospalme, aus der im Oktober 2007 eine kleine Palmengruppe geworden war). Ansonsten ist sie bedeckt mit Gras und niedrigem Gebüsch.